# Hydrophis melanosoma
Espèce
Synonymes
- Hydrophis floweri Boulenger, 1898
- Distira wrayi Boulenger, 1900

Statut de conservation UICN

 DD  : Données insuffisantes
Hydrophis melanosoma est une espèce de serpents de la famille des Elapidae.

## Répartition
Cette espèce marine se rencontre dans les eaux de Thaïlande, de Malaisie, d'Indonésie et du nord de l'Australie.

## Publication originale
- Günther, 1864 : The reptiles of British India. p. 1-452 (texte intégral).